# Пермский краевой суд
Пермский краевой суд — высший федеральный орган судебной власти на территории  Пермского края Российской Федерации.
Входит в систему судов общей юрисдикции, является непосредственно вышестоящей судебной инстанцией по отношению к 50 районным и городским судам Пермского края.

## История

### История Пермского окружного суда

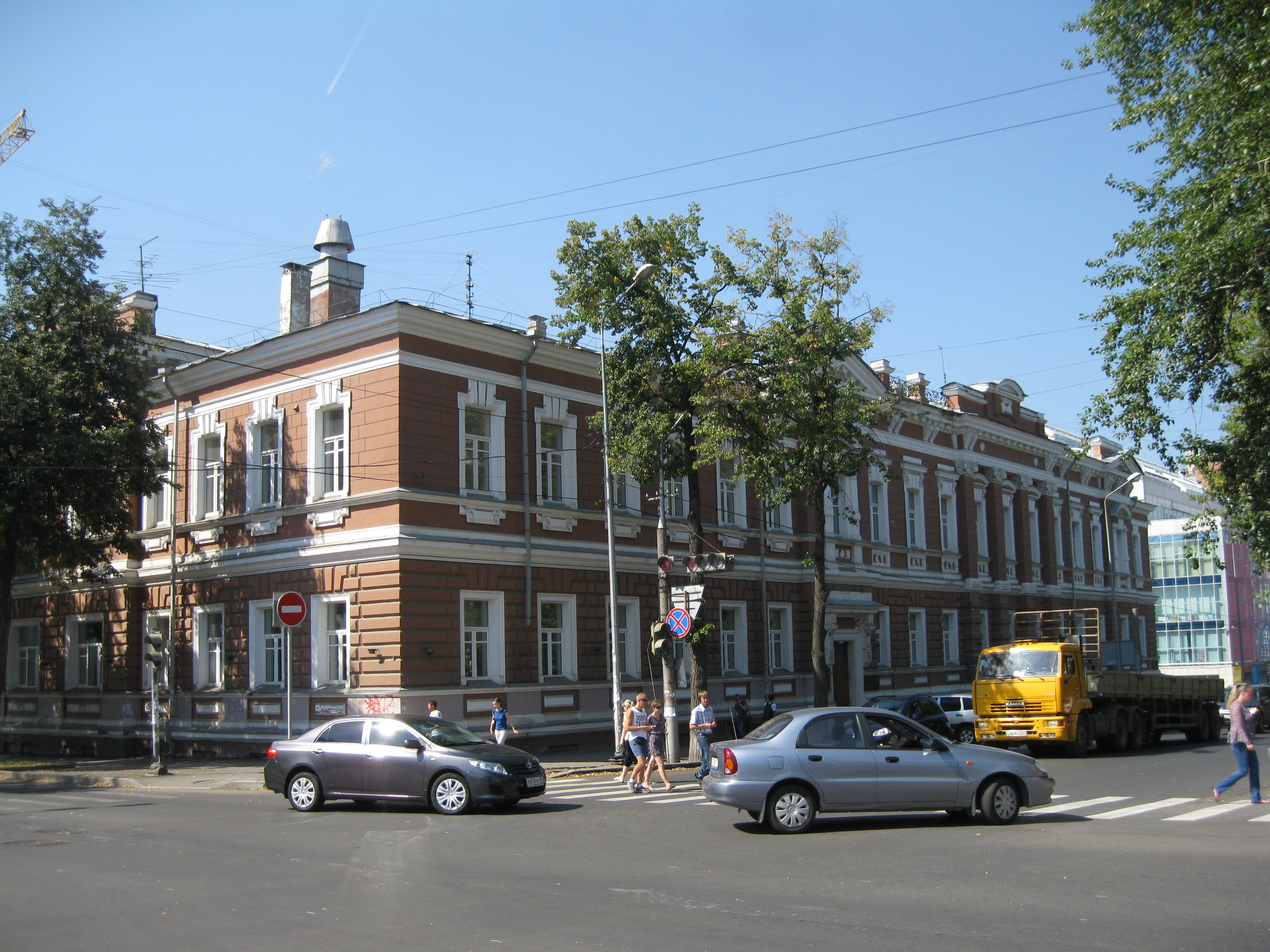
Здание Пермского окружного суда, ныне здесь располагается Административный корпус Пермской государственной медицинской академии.

Торжественное открытие Пермского окружного суда состоялось 1 сентября 1874 года. В прессе того времени было написано, что «представители городского общества и управления поднесли в дар суду икону Спасителя в серебряной позлащённой ризе», а в зале Благородного собрания был дан обед, во время которого «пел хор певчих».
Пермскому окружному суду было предоставлено здание, которое находится на углу улиц Вознесенской (ныне Луначарского) и Красноуфимской (ныне Куйбышева). К 1874 году в этом здании была проведена капитальная перестройка, особенно внутри; и окружной суд начал свою работу в заново отделанном и меблированном доме.

### История Коми-Пермяцкого окружного суда
Постановлением Президиума Уральского областного суда № 14 параграф 4 от 11 марта 1926 года была образована Коми-Пермяцкая судебно-кассационная сессия Уральского областного суда по уголовному отделу с подчинением Уральскому областному суду. Суд Коми-Пермяцкого автономного округа стал первым среди судов национальных округов.

### Пермский краевой суд
После объединения Пермской области и Коми-Пермяцкого автономного округа в Пермский край был принят Федеральный закон «О преобразовании судов общей юрисдикции Пермской области и Коми-Пермяцкого автономного округа в связи с образованием Пермского края» от 04.11.2006 года № 187-ФЗ, которым были упразднены Пермский областной суд и Суд Коми-Пермяцкой автономного округа и создан Пермский краевой суд.
31 октября 2011 года состоялось торжественное открытие нового комплекса зданий Пермского краевого суда общей площадью более 15 тысяч м², состоящего из трёх зданий (7, 10 и 11 этажей), в которых размещено 14 залов судебных заседаний, в том числе два зала оборудованы специально для процессов с участием присяжных заседателей.

## Структура
- Президиум
- Судебная коллегия по гражданским делам[5]:
  - Судебный состав по рассмотрению гражданских дел в качестве суда первой инстанции и дел об административных правонарушениях
  - 1 судебный состав по рассмотрению гражданских дел в апелляционном порядке
  - 2 судебный состав по рассмотрению гражданских дел в апелляционном порядке
  - 3 судебный состав по рассмотрению гражданских дел в апелляционном порядке
  - 4 судебный состав по рассмотрению гражданских дел в апелляционном порядке
  - 5 судебный состав по рассмотрению гражданских дел в апелляционном порядке
  - 6 судебный состав по рассмотрению гражданских дел в апелляционном порядке
  - 7 судебный состав по рассмотрению гражданских дел в апелляционном порядке
  - Судебный состав по рассмотрению гражданских дел в апелляционном порядке с местом постоянного пребывания в г. Кудымкар
  - Судебный состав по рассмотрению гражданских дел в кассационном порядке
- Судебная коллегия по уголовным делам[6]:
  - Судебный состав по рассмотрению уголовных дел в качестве суда первой инстанции
  - 1 судебный состав по рассмотрению уголовных дел в кассационном порядке
  - 2 судебный состав по рассмотрению уголовных дел в кассационном порядке
  - 3 судебный состав по рассмотрению уголовных дел в кассационном порядке
  - 4 судебный состав по рассмотрению уголовных дел в кассационном порядке
  - 5 судебный состав по рассмотрению уголовных дел в кассационном порядке
  - 6 судебный состав по рассмотрению уголовных дел в кассационном порядке
  - 7 судебный состав по рассмотрению уголовных дел в кассационном порядке
  - 8 судебный состав по рассмотрению уголовных дел в кассационном порядке в г. Кудымкар
  - Судебный состав по рассмотрению уголовных дел в надзорном порядке.

### Руководство
Пермский краевой суд возглавляют:
- Председатель Пермского краевого суда — Суханкин Александр Николаевич[8]
- Заместитель председателя суда — Заборский Ян Васильевич
- Заместитель председателя суда (по гражданским делам) — Киселёва Наталья Владиславовна
- Заместитель председателя суда (по административным делам) — Нечаева Наталия Анатольевна
- Заместитель председателя суда (по уголовным делам апелляционной и кассационной инстанции) — Рудаков Евгений Витальевич
- Заместитель председателя суда — Челомбицкий Игорь Робертович

## Рассмотрение дел
За 2011 год Пермский краевой суд рассмотрел 181 дело о международном усыновлении, что составило третье место в России после Санкт-Петербургского городского суда (314 дел) и Московского городского суда (187 дел).

## Уровень открытости
В рейтинге открытости российских судов, составленном Институтом развития свободы информации, Пермский краевой суд занял 753 место (из 2422 судов) с уровнем открытости 47,35 % (средний уровень — 41,33 %).